# Прапор Бангладеш
Державний прапор Бангладеш (Бенгалі: বাংলাদেশের জাতীয় পতাকা) — затверджений 17 січня 1972 року.
Прапор має пропорції 10:6. Являє собою червоний диск на смарагдовому фоні. Диск розташований майже у центрі прапора, хоча самим центром прапора є точка перехрестя вертикальної лінії, яка опущена з 9/20 довгої сторони прапора і горизонтальної лінії, яка проведена посередині вузької сторони. Радіус диску — 1/5 довжини прапора. Прапор схожий на той, що використовувався під час Війни за незалежність Бангладеш у 1971 році. На прапорі, який використовувався під час війни, у середині червоного диску була присутня мапа країни. Проте згодом мапу забрали, щоб зробити дизайн прапора простішим.
Зелений колір на прапорі символізує іслам, червоний круг — сонце, як символ незалежності.

1:2 Торговельний прапор Бангладеш
1:2 Прапор ВПС Бангладеш
1:2 Прапор ВМС Бангладеш

## Конструкція прапора
|                     |
| Конструкція прапора |